# Critically Ashamed
Critically Ashamed je v pořadí druhé studiové album pop punkové skupiny FM Static. Bylo vydání 1. srpna 2006 společností Tooth & Nail Records.

## Seznam skladeb
| Pořadí         | Název                        | Délka |
| -------------- | ---------------------------- | ----- |
| 1.             | Hope the Rock Show Goes Good | 0:08  |
| 2.             | Flop Culture                 | 3:41  |
| 3.             | Six Candles                  | 4:15  |
| 4.             | The Next Big Thing           | 3:33  |
| 5.             | America's Next Freak         | 3:31  |
| 6.             | Tonight                      | 3:38  |
| 7.             | The Video Store              | 3:20  |
| 8.             | Girl of the Year             | 3:04  |
| 9.             | Nice Piece of Art            | 3:33  |
| 10.            | What It Feels Like           | 2:48  |
| 11.            | Waste of Time                | 2:51  |
| 12.            | Moment of Truth              | 3:46  |
| Celková délka: | Celková délka:               | 39:52 |

## Osoby

### FM Static
- Trevor McNevan - zpěv, kytara
- Steve Augustine - bicí

### Ostatní
- Výroba: FM Static
- Inženýrství: Mike Noack v Swordfish Digital Audio a Zack Hodges v Electrokitty
- Smixoval: JR McNeely
- Všechny kytary nahráli: Aaron Powell, Randy Torres, Trevor McNevan
- Basovovou kytaru nahrál: Emmanuel Brown
- Klávesy: Mike Noack
- Autorem všech písní jsou FM Static
- Fotografie: Dave Hill
- Design: Jason Powers